# Фондові маєтності
Фондові (фундушеві) маєтності (з пол. fundusz — фонд), у Великому Литовському князівстві та Польщі землі, подаровані державою або шляхтою Католицькій Церкві; на Гетьманщині у другій половині 17 й у 18 ст. землі, подаровані гетьманом або російським царем православним монастирям. Секуляризацію фондової маєтності на Лівобережжі проведено 1786; на Правобережжі російська влада конфіскувала їх 1841—44, перетворивши на державні так звані подуховні маєтності, прибутки з яких йшли на утримання духівництва.